# Уила (Муреш)
Уила (рум. Uila) насеље је у Румунији у округу Муреш у општини Батош. Oпштина се налази на надморској висини од 497 m.

## Становништво
Према подацима из 2002. године у насељу је живело 602 становника.

### Попис2002.
| Расподела становништва по националности 2002.‍ | Расподела становништва по националности 2002.‍ | Расподела становништва по националности 2002.‍ | Расподела становништва по националности 2002.‍ | Расподела становништва по националности 2002.‍ |
| --------------------------------------------- | --------------------------------------------- | --------------------------------------------- | --------------------------------------------- | --------------------------------------------- |
|                                               |                                               |                                               |                                               |                                               |
| Румуни                                        | Румуни                                        |                                               | 215                                           | 35,9%                                         |
| Мађари                                        | Мађари                                        |                                               | 175                                           | 29,2%                                         |
| Роми                                          | Роми                                          |                                               | 197                                           | 32,9%                                         |
| Немци                                         | Немци                                         |                                               | 12                                            | 2,0%                                          |